# Кореница (Хърватия)
Вижте пояснителната страница за други значения на Кореница.
Кореница (на хърватски: Korenica) е малък град (в Хърватия подобен тип селища се наричат населия) в Хърватия, център на община Плитвишки езера в Лишко-сенската жупания. Градът има 1 766 жители (към 2011 г.). В Югославия името му е Титова Кореница.